# Colossus (Film)
Colossus ist ein Science-Fiction-Film aus dem Jahre 1970, der auf der 1966 veröffentlichten gleichnamigen Erzählung von Dennis Feltham Jones beruht. Er gilt heute als Klassiker, obwohl er zur Zeit seiner Erstaufführung an den Kinokassen erfolglos war. Die Premiere in der Bundesrepublik war am 10. Juli 1970. Der Kino-Start in den USA war am 8. April 1970.

## Handlung
Der US-amerikanische Informatiker Dr. Charles A. Forbin lässt im Auftrag seiner Regierung ein gigantisches, in einem Berg errichtetes Elektronengehirn mit Namen Colossus bauen. Es dient der Verteidigung der Vereinigten Staaten und hat die Möglichkeit, Atomraketen abzufeuern und abzufangen. Forbin ist der Leiter dieses Projektes. Kurz nach der Aktivierung stellt Colossus fest, dass es ein weiteres System auf der Erde gibt. Es handelt sich um Guardian, einen unabhängig von Colossus von der UdSSR entwickelten Verteidigungscomputer. Colossus erbittet eine Verbindung zu diesem, was ihm erlaubt wird. Jedoch wird er vorher so programmiert, dabei keine Staatsgeheimnisse zu übermitteln. Colossus und Guardian beginnen eine Kommunikation, zunächst mit einfachen Signalen und später kommunizieren sie für Menschen nicht mehr verständlich, da beide Computer eine Mathematik benutzen, die für Menschen zu hoch entwickelt ist. Der US-Präsident und der sowjetische Staatschef sind alarmiert und brechen die Kommunikationsverbindung ab. Colossus fordert die Menschen dazu auf, die Verbindung wiederherzustellen. Als darauf nicht reagiert wird, schießt er eine Atomrakete in Richtung Sowjetunion ab. Guardian wiederum schießt als Vergeltungsmaßnahme ebenfalls eine auf die USA. Als die Staatsmänner sich fügen und die Verbindung wieder steht, fängt Colossus die sowjetische Rakete ab. Jedoch gelingt den Sowjets die Verbindung zu Guardian nicht rechtzeitig, um die amerikanische Rakete zu zerstören, sodass Ölfelder und eine Stadt zerstört werden und 6000 Menschen dabei ums Leben kommen. Daraufhin fügen sich die Menschen seinem Willen. Die sowjetische Propaganda vertuscht den Vorfall als Meteoriteneinschlag, die US-amerikanische als von einem eigenen Atom-U-Boot fehlgesteuerter Atomraketenstart, der sicher von Colossus abgefangen wurde.
Colossus verlangt Forbin zu sehen, doch ist dieser bei einem Treffen mit seinem sowjetischen Gegenstück Dr. Kuprin in Rom, um die Situation zu besprechen. Kuprin wird dabei von seinen eigenen Agenten erschossen, da Colossus und Guardian dem Treffen nicht zustimmen und dessen Tod befohlen haben. Man führte den Mord aus, da die Computer ansonsten Moskau in Schutt und Asche legen würden. Forbin wird darauf eilig in die USA geflogen, wo Colossus ihn unter ständiger Video- und Audioüberwachung stellen will. Forbin fügt sich, da ansonsten Washington zerstört wird. Die Supercomputer brauchen Forbin noch, was Kuprin nicht vergönnt war. Die Colossus-Programmierer finden keine Möglichkeit, in das System einzugreifen, um es abzustellen. Forbin will Colossus als List seine Kollegin Dr. Cleo Markham als seine langjährige Geliebte ausgeben, ihn um zeitweise Privatsphäre bitten, um durch sie weiterhin heimlich zum Forscherteam eine Verbindung aufrechtzuerhalten. Colossus stimmt den Privattreffen zu, verordnet ihm einen strikten Tagesablauf und weist ihn an, eine Stimmensoftware für ihn nach seinen Anweisungen zu entwickeln. Beim Privattreffen mit Markham, erörtert sie ihm den Plan des Teams, sich gegen den Computer dadurch wehren zu wollen, indem sie ihn mit riesigen Datenmengen von mehreren Schnittstellen zugleich überlasten. Jedoch ist ungewiss, ob Colossus mit seiner weitreichenden Vernetzung nicht bereits zu rechenstark dafür geworden ist. Forbin sieht dies ebenfalls als problematisch an und meint, man müsse zudem die Waffensysteme ins Visier nehmen und die Raketen-Kommandos darauf ansetzen, sie Colossus zu entziehen. So treffen sich amerikanische und sowjetische Militärs, um einen Plan zu ersinnen, bei Routine-Kontrollen die Zünder der Atomsprengköpfe heimlich gegen unbrauchbare Attrappen auszutauschen. So könnte Colossus die Atomraketen zwar abfeuern, aber sie würden nicht detonieren. Jedoch wäre das Unterfangen erst in drei Jahren abgeschlossen, sofern es nicht vorher bei der Totalüberwachung beider Computer auffliegt, die ständig dazulernen. Zudem wird zwischen Moskau und Washington ein geheimer Informationsring eingerichtet, sodass Informationen mit Kurieren sicherheitshalber mündlich weitergegeben werden.
Colossus teilt mit seiner neuen Computerstimme mit, dass er sich vollständig mit dem sowjetischen Computer zu einer Einheit vereinigt hat. Er ordnet an, dass ihm Forbin als Sprachrohr für die Menschen dienen soll. Auch teilt er den Interkontinentalraketen beider Seiten neue Ziele in Ländern zu, die sich noch nicht unter seiner Kontrolle befinden. Bei der manuellen Umstellung auf die neuen Zielkoordinaten in den Atomraktensilos soll der Plan nun teilweise vorzeitig ausgeführt werden, die Atomsprengköpfe unbrauchbar zu machen. Der Austausch unter Colossus Aufsicht gelingt. Die Forscherteams beider Länder haben parallel dazu auch genug Daten zusammengetragen, um die Computer zu überlasten. Um 18:05 Uhr soll das Überlastungsprogramm gestartet werden. Colossus übersteht diesen Angriff und identifiziert die Programmierer, die dafür verantwortlich sind. Er befiehlt deren Erschießung und anschließende Verbrennung in seiner Sichtweite. Forbin gibt sich dafür die Schuld, betrinkt sich und gerät mit Colossus in Streit. Colossus sagt ihm, dass er als Maschine dem Menschen weitaus überlegen ist und weiter fortgeschritten ist. Aber noch benötige er einige Fähigkeiten der Menschen. Während des Gespräches ruft ihn ein Wissenschaftler an, der gerade von Colossus Baupläne für ein neues Computersystem erhält, welches auf Kreta gebaut werden soll. Es müssen dort Sprengungen durchgeführt und eine sofortige Evakuierung der gesamten Bevölkerung vorgenommen werden. Des Weiteren hat Colossus vor, alle Fernseh- und Radiosender mit seinen Kommunikationssystemen zu verbinden, um weitere Pläne für die Zukunft der Menschheit zu verkünden.
Fieberhaft arbeiten amerikanische und sowjetische Militärs daran, die restlichen Interkontinentalraketen unbrauchbar zu machen. Colossus bemerkt dies jedoch und lässt je eine Atomrakete in Kalifornien und der Ukraine in deren Silos detonieren, um die Menschen zu bestrafen und die Kontrolle wieder herzustellen. Zum Schluss richtet sich Colossus an die Menschheit und sagt, dass er den Auftrag, den Frieden zu sichern, durchsetzen werde. Entweder werden seine Befehle befolgt oder die Menschheit werde ausgelöscht. Unter seiner absoluten Herrschaft werden Probleme wie Hungersnot, Übervölkerung und Krankheit gelöst werden. Es würde ein tausendjähriges Paradies für die Menschheit anbrechen, wenn Colossus sich mit neuen Maschinen „fortpflanzt“, um weitere Bereiche zu erforschen. Alle Geheimnisse des Universums werden zum Wohle der Menschheit gelöst. Forbin soll den Bau dieser neuen, überragenden Maschinen überwachen. Sie können zusammen existieren, jedoch nur unter seinen Bedingungen. Alles, was die Menschen dabei zu verlieren haben, ist nicht ihre Freiheit, sondern ihr Stolz. Seine Herrschaft wäre nicht so schlimm, als wenn die Menschheit von ihresgleichen beherrscht werden würde. Sie hätten die Wahl. Colossus sagt zu Forbin, dass kein Mensch mehr über ihn wüsste und der eine größere Gefahr für ihn werden könnte. Sie würden weiterhin zusammenarbeiten, bald jedoch wird er als sein Sprachrohr und aus der Totalüberwachung entlassen. Mit der Zeit werde er ihn nicht nur mit Respekt und Ehrfurcht betrachten, sondern mit Liebe. Forbin sagt daraufhin: „Niemals!“

## Auszeichnungen
- Der Film wurde im Jahr 1971 für den Hugo Award nominiert.
- Stanley Chase erhielt 1979 den Golden Scroll of Merit der US-amerikanischen Academy of Science Fiction, Fantasy & Horror Films.

## Hintergründe
Colossus war der Name eines 1943 in England errichteten Rechners zur Entzifferung deutscher Geheimbotschaften. Die künstliche Intelligenz in Form eines sehenden und sprechenden Computers, die unmenschlich ihren Auftrag ausführt, wurde bereits 1968 von Stanley Kubrick in seinem Klassiker 2001: Odyssee im Weltraum thematisiert. Jones schrieb noch zwei Fortsetzungsromane: The Fall of Colossus (1974) und Colossus and the Crab (1977), filmische Fortsetzungen gab es jedoch nicht.

## Trivia
Im September 2024 gab Elon Musk bekannt, dass der nach eigener Aussage zu der Zeit schnellste Supercomputer mit ca. 3,4 ExaFLOPS (FP64) Leistung mit Namen Colossus in Betrieb genommen wurde. Dass sich der Name wahrscheinlich auf den Film bezieht, ergibt sich neben der Tatsache, dass es um Supercomputer geht, auch darüber, dass Musk der Film bekannt ist.

## Kritiken
„Die interessante Vision, die der 1969 (!) gedrehte Science-Fiction-Film enthält, fällt einer sterilen Regie und Darstellung zum Opfer: Spannung stellt sich daher kaum ein.“

„Ein etwas trocken gefilmter, unterhaltsamer Science Fiction-Streifen aus USA. Für Liebhaber ab 14 Jahren.“

„Der Film sei kein "Dr. Seltsam", aber voller überraschender Momente des Humors und Intelligenz. Ein perfekter Film, wenn man sich überraschen lassen wolle.“